# ادموند گیمسا
ادموند گیمسا (انگلیسی: Edmund Giemsa؛ ۱۹۱۲ – ۱۹۹۴) یک بازیکن فوتبال، و ورزشکار اهل لهستان بود.